# Norbert Rieder
Norbert Rieder (* 8. Mai 1942 in Berlin-Tempelhof) ist ein deutscher Zoologe und Politiker der CDU.

## Leben
Nach dem Abitur 1961 studierte Rieder Biologie, Chemie und Geographie in Karlsruhe und Tübingen. 1969 erfolgte die Promotion zum Dr. rer. nat. Im Jahr 1969 wurde er zunächst wissenschaftlicher Assistent, später dann Akademischer Rat am Zoologischen Institut der Universität Karlsruhe. 1974 schloss er seine Habilitation im Bereich Zoologie ab. Seit 1980 ist er Universitätsprofessor für Zoologie. Von 1982 bis 1991 war Norbert Rieder als Naturschutzbeauftragter im Stadtkreis Karlsruhe tätig. Von 1990 bis 1998 war er Mitglied des Deutschen Bundestages.
Er ist römisch-katholisch, verheiratet und hat drei Kinder. 

## Politische Tätigkeit
Norbert Rieder ist seit 1972 Mitglied der CDU. Von 1980 bis 1990 war er CDU-Ortsvorsitzender im Karlsruher Stadtteil Grünwettersbach. Von 1990 bis 1998 war er als direkt gewählter Abgeordneter des Wahlkreises 175 (Karlsruhe-Stadt) Mitglied des Bundestages. 

### Mitarbeit in Gremien des Bundestages
In der 12. Wahlperiode war Norbert Rieder
- Ordentliches Mitglied im Ausschuss für Umwelt, Naturschutz und Reaktorsicherheit
- Ordentliches Mitglied in der Enquete-Kommission zum Schutz des Menschen und der Umwelt – Bewertungskriterien und Perspektiven für umweltverträgliche Stoffkreisläufe in der Industriegesellschaft

In der 13. Wahlperiode war er 
- Ordentliches Mitglied im Ausschuss für Umwelt, Naturschutz und Reaktorsicherheit
- Ordentliches Mitglied in der Enquete-Kommission zum Schutz des Menschen und der Umwelt - Ziele und Rahmenbedingungen einer nachhaltigen zukunftsträchtigen Entwicklung
- Stellvertretendes Mitglied im Ausschuss für Bildung, Forschung und Technikfolgenabschätzung

### Natur- und Artenschutz
Als langjähriger Präsident des Bundesverbandes für fachgerechten Natur- und Artenschutz e. V. (BNA) setzte sich Rieder für Zuchtprogramme gefährdeter Tiere durch private Züchter ein. 
Rieder nahm 1997 an der Weltklimaschutzkonferenz in Kyōto teil, bei der das Kyoto-Protokoll beschlossen wurde.

## Publikationen
- mit Konrad Schmidt: Morphologische Arbeitsmethoden in der Biologie. VCH Verlagsgesellschaft, Weinheim u. a. 1987, ISBN 3-527-26161-3.
- Norbert Rieder: Ultrastruktur der Carapaxcuticula von Triops cancriformis Bosc. (Notostraca, Crustacea). In: Zeitschrift für Naturforschung B. 27, 1972, S. 577–579 (online).
- mit E. Curio und R. Blaich: Two innate releasing mechanisms subserving the same motor pattern system. In: Nature. Bd. 225, Nr. 5234, 21. Februar 1970, S. 750–751, doi:10.1038/225750a0.